# Ordine di Hussein ibn' Ali
L'Ordine di Hussein ibn' Ali è il primo ordine cavalleresco del regno di Giordania.

## Storia
Esso venne fondato il 22 giugno 1949 dal re Abd Allah I di Giordania con lo scopo di ricompensare con benevolenza i capi di Stato stranieri. La classe di Gran Cordone venne introdotta dal re Hussein il 23 settembre 1967.

## Classi
L'Ordine dispone delle seguenti classi di benemerenza:
- Collare
- Gran Cordone

## Insegne
- Il collare è costituito da una doppia catena in oro e smalti con alternate stelle d'oro a cinque punte e piccoli fiori smaltati di rosso scuro e decorati in oro con frasi in arabo. A pendaglio, si trova un ovale d'oro e diamanti con al centro un disco rosso scuro con frasi in arabo d'oro, raggiante.
- La medaglia è costituita da un ovale d'oro e diamanti con al centro un disco rosso scuro con frasi in arabo d'oro, raggiante. La medaglia è sostenuta al gran cordone da una corona reale d'oro.
- La placca riprende le decorazioni della medaglia.
- Il nastro della classe di Gran Cordone è viola mentre la classe di Collare è priva di nastro.